# 斉藤惇
斉藤 惇（さいとう あつし、1939年10月18日 - ）は、日本の実業家。第14代日本野球機構コミッショナー。株式会社KKRジャパン・KKR Global Instituteシニアフェロー。斎藤 惇とも表記される。
野村證券株式会社副社長、住友ライフ・インベストメント株式会社最高経営責任者、株式会社産業再生機構社長、株式会社東京証券取引所代表取締役社長、株式会社東京証券取引所グループ取締役兼代表執行役社長、株式会社日本取引所グループ取締役兼代表執行役グループCEOなどを歴任した。

## 来歴

### 生い立ち
1939年、熊本県にて生まれた。熊本県立済々黌高等学校から慶應義塾大学商学部商学科に入学。ゼミは会計学を選択。慶應大を卒業後、野村證券に入社した。

### 野村證券
野村證券では、不良債権、不動産、コモディティの証券化を手がけており、インデックスファンドの商品開発などに尽力した。1986年に取締役に就任し、主として資金債券本部を担当していた。また、資金債券本部だけでなく、株式本部、投資信託本部、開発商品本部など他の部署を担当した経験も持ち、様々な分野を広く手がけた。その後、同社の常務、専務を経て、副社長に就任した。

### 野村證券退職後
野村證券を退職してから住友ライフ・インベストメントに転じ、社長、最高経営責任者、会長などを歴任した。その後、小泉政権の金融再生プログラムに基づき、産業再生機構が発足すると、その社長に就任した。
2007年に産業再生機構が解散すると、同年より西室泰三の後任として東京証券取引所の代表取締役社長に就任した。その後、市場運営会社である東京証券取引所と、自主規制会社である東京証券取引所自主規制法人の双方を子会社とする持ち株会社が発足することになった。それにともない、持ち株会社として新設された東京証券取引所グループの取締役および代表執行役として、同社の社長も兼任することとなった。

### 日本取引所グループ
2013年1月東京証券取引所グループと大阪証券取引所が合併するに伴い、新会社の日本取引所グループの最高経営責任者（CEO）に就任した。

### 日本取引所グループ退職後
2015年、米投資ファンドのコールバーグ・クラビス・ロバーツ（KKR）日本法人会長に就任。2017年12月よりKKR Global Instituteシニアフェロー。

### 日本野球機構コミッショナー
2017年、日本野球機構コミッショナー顧問に7月12日付で就任、同年11月27日の日本プロ野球オーナー会議の議決を経て熊﨑勝彦の後を引き継ぎ、第14代日本野球機構コミッショナーに即日就任した。2020年には2019新型コロナウイルス感染拡大防止に伴う日本政府の緊急事態宣言の影響で開幕が約3ヶ月遅れる異例のシーズンを経験した。

## 略歴
- 1958年 - 熊本県立済々黌高等学校卒業。
- 1963年 - 慶應義塾大学商学部卒業。
- 1963年 - 野村證券入社。
- 1995年 - 野村證券副社長。
- 1997年 - 野村證券顧問。
- 1998年 - スミセイ投資顧問顧問。
- 1999年 - 住友ライフ・インベストメント社長・最高経営責任者。
- 2002年 - 住友ライフ・インベストメント会長。
- 2003年 - 産業再生機構社長。
- 2007年 - 東京証券取引所社長。
- 2007年 - 東京証券取引所グループ社長。
- 2013年 - 株式会社日本取引所グループ最高経営責任者（CEO）就任。
- 2015年 - 米投資ファンドのコールバーグ・クラビス・ロバーツ（KKR）日本法人会長。
- 2016年 - 春の叙勲で旭日大綬章を受章[8]。
- 2017年 - 日本野球機構コミッショナー顧問[5]を経て、第14代コミッショナー就任[6]。

## 著作

### 単著
- 斎藤惇著『兜町からウォール街――汗と涙のグローバリゼーション』金融ファクシミリ新聞社、2000年。ISBN 9784906537549
- 斉藤惇著『夢を託す――住友ライフ・インベストメントの挑戦』東洋経済新報社、2000年。ISBN 9784492553893

### 共著
- 斉藤惇ほか述『国と地方』言論NPO、2006年。ISBN 9784903743028